# Прага E-41
Прага E-41 (чеш. Praga E-41) (алиас Прага BH-41) је чехословачки школски, двоседи, једномоторни двокрилац. Производила га је фирма Прага, први лет авиона је извршен 1931. године. 

## Пројектовање и развој
Министарство народне одбране Чехословачке (МНО) је 1930. године имало на располагању велики број лиценцних мотора Хиспано-Суиза 8Фб од 300 КС, које је произвела Шкода. Да би искористила те моторе, затражило је од произвођача авиона да направе тренажни авион за наставак обуке (прелазну обуку са основне обуке ка лету на оперативним војним авионима) који би носио овај мотор. На тај захтев су се одазвале фирме Летов, Аеро и ЧКД Прага.
Пројектантски тандем ЧКД Прага инжењери Павел Бенеш и Мирослав Хајн пројектовали су авион који је носио радну ознаку Прага BH-41 а ЧКД Прага је направила један прототип. Био је то робустан, једномоторни, двоседи, двокрилац мешовите конструкције. Овом авиону су на такмичењу МНО конкуренти били авиони: Летов Ш-25 и Аеро А-46.
На паралелном тестирању која су почела 15. септембра 1931. године, авион Прага BH-41 је добио највишу оцену и војну ознаку Е-41, а МНО га је одобрио за серијску производњу и наручио 43 авиона од фирме Летов (државно предузеће). Производња овог авиона је трајала током 1931-1932. године и током те производње утрошени су сви мотори Шкода HS-8Fb. МНО је показао интересовање за даље испоруке, па је било неопходно изабрати одговарајућу замену мотора.
Покушало се са мотором Збројовка ЗОД-260, тај прототип је био означен као Е-141 и оцењен је као неуспешан. Инж. Јарослав Шлехта је направио пројект успешног авиона са мотором Walter Pollux II који је добио ознаку Е-241 и производио се током 1936-1937. године.

## Технички опис
Труп је мешовите конструкције комбинација челичних цеви и дрвета, обложен алуминијумским лимом, шперплочом а делом и платном, правоугаоног попречног пресека са благо заобљеном горњом страницом трупа. Предња страна кљуна до крила, поклопац и облога мотора су били од алуминијумског лима, горња страна трупа је од шперплоче а остатак трупа је обложен импрегнираним платном. На поклопацу мотора са сваке стране је било по четири отвора за издувне цеви мотора. Конструкција трупа је била класична просторна решетка чија су поља укрућена жичаним дијагоналама. У трупу су се налазила два отворена кокпита у тандем распореду (један иза другог) за пилота и инструктора који су били заштићени ветробранским стаклом. Авион је био опремљен дуплим командама. Обод кокпита је био тапациран кожом.
Ваздухоплов је био опремљен течношћу хлађеним мотором Шкода HS-8Fb (Hispano -Suiza HS-8Fb) 8-мо цилиндрични са V распоредом цилиндара, који је покретао двокраки, дрвени пропелер са фиксним кораком. Главни резервоар за гориво налазио се испод пилотских седишта на дну авиона а на споју горњих крила налазио се додарни резервоар.
Авион Прага Е-41 је двокрилац мешовите конструкције. Горње крило му је дводелно правоугаоног облика са полукружним завршетком и мале дебљине. Конструкција крила је дрвена са две рамењаче и ребрима а пресвучена су импрегнираним платном. Горње крило је мањег размаха од доњег. Полукрила (лево и десно) су спојена са металним резервоаром који је балдахином причвршћен за труп авиона. Доње крило је исте конструкције као и горње и има позитиван диедар. Крила су међусобно повезана са по паром упорницама са сваке стране од метала аеродинамички обликованих у облику ћириличног слова И и жичаним затезачима унакрсно постављених. Елерони се налазе и на горњим и доњим крилима, међусобно повезана крутом везом. Конструкција им је дрвена, облога је од платна. Управљање елеронима је помоћу сајли за управљање.
Репне површине Авион има два хоризонтална и један вертикални стабилизатор на које су прикачена кормила дубине и правца. Сви елементи репа авиона имају дрвену конструкцију. Непокретни делови репа (стабилизатори) су обложени шперплочом а покретни (кормила) имају облогу од импрегнираног платна. Хоризонтални стабилизатори су са доње стране косим упорницама били ослоњени на доњи део трупа а са горње стране жичаним затезачима били везани за вертикални стабилизатор.
Стајни трап је фиксан направљен од заварених челичних цеви. Точкови су били великог пречника са гумама високох притиска, независни један од другог, за труп су везани троугластом виљушком и вертикалним носачем у који су уграђени амортизери. Размах између точкова је приличан што обезбеђује авиону већу стабилност приликом рулања по неравном терену као и при полетању и слетању. Испод репа се налази еластична дрљача.

## Верзије
- Е-41 - Оригинална верзија са мотором Шкода HS-300 производња из 1931-1932. год.
- Е-141 - Прототип са 9-то цилиндричним дизел радијалним мотором Збројевка ZOD-260, производња 1936.
- Е-241 - Верзија са мотором Walter Pollux II 9-то цилиндрични радијални бензинац, производња 1936-1937.
- Е-341 - Пројект верзије са 9-то цилиндрични радијалним мотором Авиа Rk-17, нереализован.

## Оперативно коришћење
Све веће масе овог авиона су биле концентрисане око центра гравитације, чиме је постигла велика окретност. Висок фактор сигурности и одговарајуће летне карактеристике омогућили су извођење свих акробација чак и са пуном посадом од два пилота. Авиона Е-41 не да је само осигурао одговарајући континуитет обуке пилота почетника него је послужио као одличан авион за тренажу активних пилота. Авиони Е-41 и Е-241 су се доказали у чехословачком ратном ваздухопловству. Коришћени су у тренажним ескадрилама свих авијацијских пукова, као и у Војној ваздухопловној академији од 1931. до марта 1939. Након распада Чехословачке, три Е-41 (и 14 Е-241) остала су у Словачком ваздухопловству. 

## Земље које су користиле авион
- Чехословачка
- Трећи рајх
- Словачка